# Khai Sơn
Khai Sơn là một xã thuộc huyện Anh Sơn, tỉnh Nghệ An, Việt Nam.
Xã Khai Sơn có diện tích 15,08 km², dân số năm 1999 là 3.753 người, mật độ dân số đạt 249 người/km².